# Guy Goethals
Pour les articles homonymes, voir Goethals.
Guy Goethals, né le 26 décembre 1952, est un ancien arbitre belge de football, officiant actuellement au sein de la commission d'arbitrage de l'UEFA. Il est le fils de Raymond Goethals, ancien entraîneur de l'OM et de Bordeaux. Il fut élu arbitre belge de l'année en 1994, en 1995 et en 1996.

## Carrière
Il a officié dans quelques compétitions majeures : 
- Coupe du monde de football des moins de 20 ans 1991 (2 matchs)
- Euro 1992 (1 match)
- Coupe de Belgique de football 1994-1995 (finale)
- Euro 1996 (1 match)